# Bătălia de la Uhud
Bătălia de la Uhud (23 martie 625) a fost o bătălie între arabii musulmani și arabii politeiști din tribul Quraish din Mecca. Bătălia a avut loc la poalele muntelui Uhud și s-a soldat cu victoria arabilor politeiști . 

## Istorie
La un an de la bătălia de la Badr, unde musulmanii au fost victorioși, Abu Sufyan, liderul din Mecca, a decis să pornească o nouă campanie pentru a răzbuna victimele de la Badr și să-l ucidă pe Mahomed .
Ambele armate s-au întâlnit la poalele muntelui Uhud. În timpul luptei, unchiul Profetului, Hamza ibn 'Abd al-Muttalib, a fost ucis, iar Mahomed a fost nevoit să ordone retragerea. Astfel, quraișii au ieșit învingători.